# La Femme de nulle part
La Femme de nulle part és una pel·lícula francesa de 1922 dirigida per Louis Delluc.
El guió va ser un dels tres guions publicats sota el títol Drames du Cinema l'any 1923.

## Argument
En una vil·la propera a Gènova, un home s'acomiada de la seva dona i del seu fill petit. Passarà un dia i una nit a la ciutat per acomiadar-se d'un amic que s'embarca en un vaixell. Arriba una dona gran, que havia viscut molts anys abans en aquella casa. Ella demana permís per tornar a veure la casa i el parc. El marit la convida a passar la nit. Mentre fa les maletes a dalt, un jove amaga una carta sota l'escala que porta a la casa.
Un cop el marit se n'ha anat, la seva dona recupera la carta, és un missatge de la seva amant insistint que ella ha de sortir de casa i fugir amb ell. La dona gran la mira des de la finestra del seu dormitori mentre llegeix la carta. Un moment després, va al dormitori de la jove i veu que està fent les maletes. Li diu que fa molts anys que ha viscut una història semblant però que no hauria de marxar per culpa del seu fill.
Durant la nit, la dona gran passeja pel parc, recordant el seu amor passat. La jove es troba el seu amant que li diu que l'esperarà al seu cotxe l'endemà al matí i li suplica que vingui amb ell. A Gènova, el marit vaga sense rumb per la ciutat i acaba en un bar on una dona intenta seduir-lo però ell rebutja la temptació.
Al matí, la dona gran ha canviat d'opinió, insta a la jove a seguir la crida de l'amor i la convenç. Però la infermera li diu al nen que la seva mare se'n va. Corre darrere d'ella i cau a terra, cridant a la seva mare. No pot resistir els crits del seu fill i torna a casa, just quan torna el seu marit. Li demana al seu marit que la protegeixi. La dona gran s'acomiada d'ells i marxa tristament pel camí, adonant-se que està sola al món.

## Repartiment
- Ève Francis: la dona desconeguda
- Gine Avril: una dona jove
- Roger Karl: el marit
- André Daven: un jove
- Michel Duran: un jove
- Noémie Scize: una infermera

## Recepció
Amb la retrospectiva, la pel·lícula ha estat considerada una "obra mestra primerenca del cinema impressionista". El setembre de 1922, Louis Delluc va intercanviar amb Alemanya els drets d'emissió de La Femme de Nolle Part contra els de Nosferatu el vampir de Murnau.